# Charles Evans Hughes
Pour les articles homonymes, voir Hughes.
Charles Evans Hughes, né le 11 avril 1862 à Glens Falls (État de New York) et mort le 27 août 1948 dans le quartier de Osterville à Barnstable, est un homme politique et magistrat américain. Membre du Parti républicain, il est gouverneur de l'État de New York entre 1907 et 1910, juge de la Cour suprême des États-Unis entre 1910 et 1916, candidat républicain à l'élection présidentielle de 1916, secrétaire d'État des États-Unis entre 1921 et 1925 dans l'administration du président Warren G. Harding puis dans celle de son successeur Calvin Coolidge et juge en chef des États-Unis entre 1930 et 1941.

## Famille, études et carrière professionnelle
Enfant surdoué, il étudie chez lui et non à l'école, qu'il trouvait ennuyeuse. Il entre à l'école publique à l'âge de douze ans à New York.
Élève pendant deux ans au collège de Madison (université Colgate), il est diplômé en 1881 de l'université Brown alors qu'il n'a que dix-neuf ans.
En 1884, il est diplômé en droit de l'université Columbia. En 1888, il épouse Antoinette Carter, fille d'un associé principal du cabinet juridique pour lequel il travaille. En 1891, il devient professeur en droit de l'université Cornell. En 1893, il reprend son activité juridique. En 1905, il devient conseiller à l'assemblée législative de New York, spécialisé dans la lutte contre la corruption, à la tête du comité Armstrong, chargé de réglementer le monde des assurances : James Hazen Hyde, entre autres, en fait les frais.

## Carrière publique

### Gouverneur de New York (1907-1910)
De 1907 à 1910, il est gouverneur républicain de l'État de New York pendant deux mandats. En 1908, William Howard Taft lui propose d'être à ses côtés le candidat à la vice-présidence mais il préfère se représenter au poste de gouverneur.

### Ministère
En 1907, il participe à la fondation des American Baptist Churches USA et devient le premier président de la convention .

### Juge de la Cour suprême (1910-1916)
De 1910 à 1916, il est juge de la Cour suprême des États-Unis

### Candidat à l'élection présidentielle de 1916
En 1916, il démissionne de la Cour pour devenir le candidat républicain à l'élection présidentielle contre Woodrow Wilson contre lequel il est battu de justesse avec 46,12 % des voix et 254 grands électeurs contre 49,24 % et 277 grands électeurs à Wilson.
En 1919 il est le conférencier principal de la National Conference on Lynching (Conférence nationale sur le lynchage) qui avait pour but de faire pression sur le Congrès pour qu'il adopte un projet de loi anti-lynchage le Dyer Anti-Lynching Bill (en). Ses prises de position sur ce sujet sont aux antipodes de celles de son ennemi politique, le président Wilson, sudiste et ségrégationniste.
En 1920, il soutient la ratification du traité instituant la Société des Nations.

### Secrétaire d'État (1921-1925)
De 1921 à 1925, il est secrétaire d'État dans les gouvernements de Warren G. Harding et Calvin Coolidge. On lui doit alors un traité de limitation d'armement. Il participe aussi au Plan Hughes-Peynado (es) qui veut mettre fin à la première occupation de la République dominicaine par les États-Unis.

### Juge international
Il devient par la suite juge à la Cour permanente d'arbitrage et à la Cour permanente de justice internationale, toutes deux basées à La Haye, aux Pays-Bas.

### Président de la Cour suprême (1930-1941)
De 1930 à 1941, il préside la Cour suprême des États-Unis en qualité de Chief Justice des États-Unis, après avoir été nommé par le président Herbert Hoover et s'oppose aux tentatives du président Franklin Delano Roosevelt d'investir des juges démocrates militants à la Cour suprême.

### Mort
Charles Hughes meurt en 1948 à l'âge de 86 ans.